# Château des Échardons
Le château des Échardons est un édifice situé à Agonges, en France.

## Localisation
Le château est situé sur le territoire de la commune d'Agonges, dans le département de l'Allier, en région Auvergne-Rhône-Alpes.

## Description
L'entrée du château se fait par un portail aux pieds-droits surmontés d’une petite pyramide couronnée d’une boule en pierre. Une tour ronde est accolée au portail. Sa couverture  est un dôme évasé vers la base, surmonté d'un lanternon ajouré d'arcature, lui-même  coiffé d’un petit toit en dôme évasé.

## Historique
Le château est une demeure du XVIIIe siècle qui s'ordonne sur les trois côtés d’une cour. Les bâtiments ont conservé leur toit à la Mansart.
Il a été reconstruit en 1792 et il ne reste des bâtiments antérieurs que deux tours et un pigeonnier. Le parc centré sur une allée date du début du XXe siècle.
L'ensemble est inscrit au titre des monuments historiques en 1977.